# Kuuk
Kuuk [kuːk] (nach alter Rechtschreibung Kûk) ist eine wüst gefallene grönländische Siedlung im Distrikt Upernavik in der Avannaata Kommunia.

## Lage
Kuuk liegt an der Südspitze der Insel Mernoq, in deren Nordwesten der ebenfalls aufgegebene Ort Mernoq liegt. 23 km südsüdwestlich befindet sich Nutaarmiut.

## Geschichte
Kuuk wurde vor 1887 besiedelt. Am Ort liegen zwei Seen, aus deren Abfluss Frischwasser entnommen werden konnte, worauf der Ortsname referiert. Ab 1911 gehörte Kuuk zur Gemeinde Tasiusaq. 1918 lebten 42 Menschen in vier Häusern in Kuuk. 1923 fiel der Ort an die ausgegliederte Gemeinde Nuussuaq, dessen südlichster Wohnplatz er war. 1925 wurde eine Schulkapelle errichtet. 1930 hatte Kuuk 37 Einwohner. Bis 1944 stieg die Einwohnerzahl auf 62 Personen und sank danach wieder. 1944 wurde eine Schulkapelle errichtet. 1950 wurde Kuuk Teil der neuen Gemeinde Upernavik. 1950 hatte der Wohnplatz noch 34 Einwohner, 1960 noch 31, 1965 wieder 39, 1968 31 und 1970 noch 12. Es gab keinen Laden in Kuuk, aber einen Kiosk. 1971 wurde Kuuk aufgegeben.